# سونارگاون
سونارگاون (به لاتین: Sonargaon) یک منطقهٔ مسکونی در بنگلادش است که در ناحیه ناراین‌گنج واقع شده‌است. سونارگاون ۱۷۱٫۶۶ کیلومتر مربع مساحت و ۲۶۱٬۸۸۱ نفر جمعیت دارد.